# Budhni
Budhni é uma cidade e uma nagar panchayat no distrito de Sehore, no estado indiano de Madhya Pradesh.

## Demografia
Segundo o censo de 2001, Budhni tinha uma população de 13 862 habitantes. Os indivíduos do sexo masculino constituem 55% da população e os do sexo feminino 45%. Budhni tem uma taxa de literacia de 71%, superior à média nacional de 59,5%; com a literacia masculina sendo de 78% e a literacia feminina de 63%. 14% da população está abaixo dos 6 anos de idade.